# Caballera
Caballera es una localidad española del municipio de Santaliestra y San Quílez, en la Ribagorza, provincia de Huesca, Aragón. En 1980 contaba con 70 habitantes, tras quedar despoblado durante unos años recientemente ha sido repoblado.

## Geografía
La localidad está situada en un altiplano, cerca del río Ésera, y a 5 kilómetros de Santaliestra y San Quílez.

### Estructura urbana[2]
El núcleo urbano está formado por dos barrios, La Vila y el Sarrau.
- En el barrio de La Vila, hay nueve casas además de la iglesia de Santa Eulalia, situada en lo más alto del pueblo.
- En el Sarrau hay once casas, la mayoría en pie, formando una única calle.

## Toponimia
Su nombre proviene del monasterio San Martín de Caballera, situado al norte de la localidad.

## Historia
El núcleo ya es mencionado en documentos de mediados del siglo xi. A finales del siglo XIV el pueblo de Caballera fue vinculado al Condado de Ribagorza. En 1571 pasó a depender del obispado de Barbastro. Entre 1771 y 1833 fue vinculado al corregimiento de Benabarre.

## Lugares de interés
- Monasterio de San Martín de Caballera.[2]
- Iglesia de Santa Eulalia, del siglo XVI.
- Ermita de San Marcos.
- Ermita de Nuestra Señora del Cajigar.